# Tamaricella fuerteventurae
Tamaricella fuerteventurae är en insektsart som först beskrevs av Lindberg 1954.  Tamaricella fuerteventurae ingår i släktet Tamaricella och familjen dvärgstritar. Inga underarter finns listade i Catalogue of Life.